# Río Barceló
El río Barceló es un curso natural de agua que nace al oeste de la cordillera de los Andes y desemboca en la ribera norte del río Vodudahue.

## Trayecto
Drena casi toda la parte norte y la oriental de la cuenca del río principal.

## Caudal y régimen
Es el principal afluente del río Vodudahue.: 494 

## Historia
Luis Risopatrón lo describe en su Diccionario jeográfico de Chile (1924) en las siguientes palabras:: 68 
Barceló (Rio) 42° 28' 72° 20'. Es de corto curso, corre hacia el SSW por un ancho valle i se vacia en la márjen N del curso inferior del rio Vodudahue, al E del rio Seco. 1, VIII, p. 105; i XXV, p. 387; 60, p. 462; 112, mapa de Fonck (1896); 134; i 156.